# Hymnos Akathistos

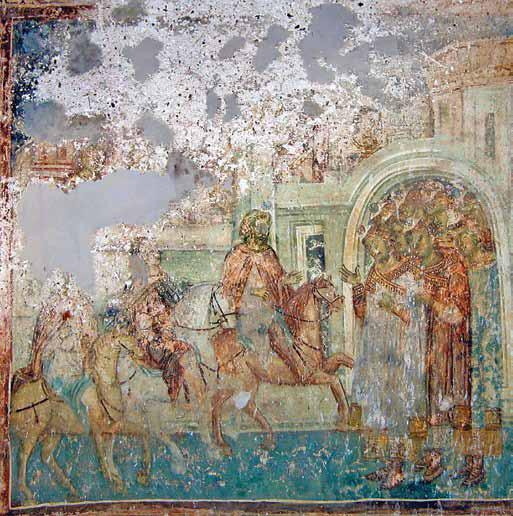
Bilderzyklus zum Hymnos Akathistos, fünftes Kontakion

Der Hymnos Akathistos, eigentlich Akathistos an die allerheiligste Gottesgebärerin und immerwährende Jungfrau Maria (griech. O Ακάθιστος ύμνος) ist ein altkirchliches Marienlob aus Konstantinopel und gilt weltweit als älteste und neben dem beliebten Marienhymnus Agni Parthene auch als schönste Mariendichtung. Das Attribut a-káthistos bedeutet „nicht im Sitzen“ zu singen und betont das Hervorragende dieses Hymnus im Gegensatz zu anderen, gewöhnlich im Sitzen gesungenen Hymnen. Der erste und zweite Teil des Akathistos (Stasis 1–2) orientiert sich weitgehend am Lukas-Evangelium und setzt mit einer Fülle von Anrufungen der Muttergottes den englischen Gruß des Erzengels Gabriels fort. Der dritte und vierte Teil des Akathistos (Stasis 3–4) meditiert über das neue Schöpfungswunder der Menschwerdung aus Maria und über die Wirkungen dieses Werkes durch die Zeiten. Er wird seit über 1200 Jahren hauptsächlich in der Ostkirche gesungen.

## Geschichte
Der Akathistos an die allerheiligste Gottesgebärerin und immerwährende Jungfrau Maria (Hymnos Akathistos) wurde im Jahre 626 in Konstantinopel während der Belagerung der Stadt durch die Avaren das erste Mal gesungen, als griechische Truppen die Verteidigung der Stadt organisierten und der Patriarch von Konstantinopel in der Hagia Sophia vor der Ikone der Hodegetria die Muttergottes um Schutz bat und mit dem Volk den Akathistos an die allerheiligste Gottesgebärerin singend eine Prozession abhielt. Verschiedene byzantinische und heidnische Überlieferungen berichten von der gewaltigen Kraft des Akathistos bei der Abwehr des Angriffs. G. G. Meersseman OP hat die wissenschaftlichen Aspekte der Entstehungsgeschichte und damit zusammenhängend vermutbarer Autorschaft dargestellt. Auch der Rettung Konstantinopels bei den Angriffen in den Jahren 678 und 718 sei dem Schutz der Hodegetria zuzuschreiben. Hier sang das Volk stehend den Akathistos an die allerheiligste Gottesgebärerin die ganze Nacht hindurch, ohne den Verfasser zu kennen. Er ist auch heute noch unbekannt. Manche vermuten Romanos Melodos als Verfasser der Mariendichtung, der sie in den Jahren 500 und 520 geschrieben haben könnte. Andere gehen von Georgios Pisides als Verfasser der Mariendichtung aus. Beweisen lassen sich beide Annahmen nicht. Ab dem 9. Jahrhundert wurde der Hymnos Akathistos im Orthros des fünften Samstages in der Fastenzeit nahe dem Fest Mariä Verkündigung gebetet und war dabei ein liturgischer Höhepunkt. Heute ist der Akathistos an die allerheiligste Gottesgebärerin das einzige Kontakion, das noch vollständig gesungen wird.  Bereits gegen 800 wurde der Text des Hymnos ins Lateinische übersetzt und beeinflusste die mariologische Hymnographie der lateinischen Kirche.
Unter den Palaiologen entstanden Bilderzyklen zum Akathistos-Hymnos in Wandmalerei und illuminierten Handschriften des Textes.

### Der Hymnos Akathistos in der byzantinisch-ostkirchlichen Kirchentradition
Dieser an die Muttergottes gerichtete Hymnus ist in der byzantinischen Tradition eine der höchsten Ausdrucksformen marianischer Frömmigkeit. Den Worten des Byzantinisten Louis Bréhier zufolge „durch seine elegante Form, durch die Tiefe des mystischen Gefühles und der klanglichen Schönheit seiner Worte ist der Akáthistos an die allerheiligste Gottesgebärerin einzigartig“. Er wird als literarisches und theologisches Meisterwerk betrachtet, das die Mariologie der ganzen Christenheit in Form eines Gebets präsentiert. Die Quellen, die zur Dichtung inspirierten, sind die Heilige Schrift, die durch das Erste Konzil von Nicäa abgefasste Doktrin, die Doktrinen von Ephesos und Chalkedon sowie die Reflexion der orientalischen Kirchenväter des 4. und 5. Jahrhunderts. Es ist seit Jahrhunderten Brauch, an den ersten vier Samstagen der Fastenzeit den Gesang jeweils eines der vier Teile des Akathistos der Göttlichen Liturgie voranzustellen. Häufig ersetzt man auch Horen des Stundengebets durch den Hymnos Akathistos. Bei zahlreichen, anderen Gelegenheiten in der Kirche oder zuhause wird der Hymnos Akathistos ebenfalls gebetet. Seine Verwendung wird zur Förderung der Frömmigkeit empfohlen.

### Der Hymnos Akathistos in der Tradition der römisch-katholischen Kirche
1967 hatte Eberhard Zumbroich (1933–2014) ein Gelübde abgelegt, diesen bedeutendsten byzantinischen Großhymnus nach alten griechischen Quellen neu ins Deutsche zu übertragen und zum Singen einzurichten. Bereits 1970 sendete der Süddeutsche Rundfunk das Werk auf vielfachen Hörerwunsch dreimal. Noch im selben Jahr entstanden eine Tonaufnahme mit gedrucktem Text, die 2005 in der 64. Auflage erschienen. Der weltweite Erfolg führte 1971 zur Gründung des „Ton-Archivs zum Byzantinisch-Ostkirchlichen Ritus TABOR“ und 1978 zur Stiftung der Verklärung-Christi-Kapelle im württembergischen Gaildorf. Papst Paul VI. ließ 1973 durch seinen Staatssekretär Benelli dem Autor Zumbroich schreiben: „Sehr willkommen ist seiner Heiligkeit das Werk, das jenen uralten und ehrwürdigen Gesang des Hymnos Akathistos wiedergibt, von Ihnen selbst sachkundig ins Deutsche übertragen und in Musik gesetzt. Mit der Veröffentlichung haben Sie sich nicht nur um den Glauben und die marianische Frömmigkeit sehr verdient gemacht, die in jenem erhabenen Liede gipfelt, sondern insbesondere dadurch, dass Sie ein hervorragendes Stück orientalischer Liturgie und Theologie den deutschsprachigen, christlichen Gemeinden in großartiger Weise zugänglich gemacht haben.“ Weil Eberhard Zumbroich etliche gewöhnlich unbekannte byzantinische Quellen erschloss, wurde sein Werk sogar in andere Sprachen übersetzt, so auch ins Polnische und ins Ungarische. Teresa Stankiewicz, die künstlerische Beraterin Kardinal Wojtyłas, des späteren Papstes Johannes Paul II., schuf zu Zumbroichs Text den ersten neuzeitlichen Bildzyklus zum Hymnos Akathistos in 24 Farbtafeln. 800.000 meist junge Menschen aus 193 Nationen feierten am 20. August 2005 auf dem Marienfeld bei Köln mit Papst Benedikt XVI. die Vigil. Etwa 200 Millionen Menschen verfolgten weltweit das Stundengebet im Fernsehen. Die 12. ordentliche Bischofssynode aus dem Jahre 2008, deren Beschlüsse Papst Benedikt XVI. in seinem apostolischen Schreiben Verbum Domini festhielt, stellte fest, „es verdiene, bekanntgemacht, geschätzt und verbreitet zu werden; mit seinen Worten zu beten, erweitert die Seele und macht sie bereit für den Frieden, der von oben kommt, von Gott – für jenen Frieden, der Christus selbst ist, der zu unserem Heil aus Maria geboren ist.“

## Struktur und Inhalt
Der Hymnos Akathistos besteht aus dem Prooimion (Einleitung) und 24 Oikoi („Häuser“, Stanzen, Strophen). Diese 24 Oikoi stehen bei der Originalfassung auf Griechisch im alphabetischen Akrostichon, das heißt, jeder Anfangsbuchstabe eines Oikos entspricht einem Buchstaben des griechischen Alphabets. Ursprünglich wurden die Oikoi jeweils durch Siebenzeiler eingeleitet und hatten das gleiche Versmaß. Die ungeraden Oikoi (1, 3, 5 bis 23) enthalten zusätzlich je zwölf Chairetismen (χαι̃ρε chaire, „Sei gegrüßt“). Sie teilen sich wieder in drei Vierzeiler mit gleicher Melodie (bzw. sechs Couplets mit gleichem Versmaß). Die Einleitungen der 24 Oikoi werden üblicherweise vom Vorsänger rezitiert, die Akklamationen jeweils vom Chor (oder Volk). In jüngerer Zeit wurden von den langen alten Kontakien meist nur die Prooimien und die ersten Oikoi verwendet, und es vollzog sich ein Bedeutungswandel. Unter slawischem Einfluss wurde aus einem Oikos ein Ikos und aus dem Wort Kontakion oft ein Kondakion. Der Ikos bezeichnet nun die lange Strophe, das Kondakion die kurze.
Der erste und zweite Teil (Stasis 1–2) erzählt die Heilsgeschichte weitgehend anhand des Evangelium nach Lukas; der dritte und vierte Teil sind theologisch-dogmatischer Natur und preisen die neue Schöpfung, die durch die Menschwerdung und Erlösung geschieht. Jede Stasis kann separat gebetet werden, sie endet dann mit dem Schlussgebet (Kontakion 13).
| Stanze Nr. | Beginn auf Griechisch im alphabetischen Akrostichon | Beginn auf Deutsch                                   | Akklamation | Bildtitel                                                       |
| ---------- | --------------------------------------------------- | ---------------------------------------------------- | ----------- | --------------------------------------------------------------- |
| 1          | Ἄγγελος πρωτοστάτης                                 | Aus dem Himmel her trat ein Erzengel                 | Sei gegrüßt | Mariä Verkündigung                                              |
| 2          | Bλέπουσα ἡ Ἁγία                                     | So ganz ihres lauteren Wesens inne                   | Halleluja   | Mariä Verkündigung                                              |
| 3          | Γνῶσιν ἄγνωστον γνῶναι                              | Die unerkannte Kunde zu erkunden suchend             | Sei gegrüßt | Mariä Verkündigung                                              |
| 4          | Δύναμις τοῦ Ὑψίστου                                 | Da überschattete die Kraft des Allerhöchsten         | Halleluja   | Mariä Empfängnis                                                |
| 5          | Ἔχουσα θεοδόχον ἡ Παρθένος                          | Da Maria Gott empfangen                              | Sei gegrüßt | Mariä Heimsuchung                                               |
| 6          | Zάλην ἔνδοθεν ἔχων λογισμῶν                         | Ein innerer Ansturm zweideutiger Gedanken            | Halleluja   | Die Zweifel des hl. Josef                                       |
| 7          | Ἤκουσαν oἱ ποιμένες                                 | Aus den Jubelchören der Engel                        | Sei gegrüßt | Die Geburt des Herrn                                            |
| 8          | Θεοδρόμον ἀστέρα                                    | Einen Stern beachteten die Weisen                    | Halleluja   |                                                                 |
| 9          | Ἴδον παῖδες Χαλδαίων                                | Die den Stern deuten, sahen                          | Sei gegrüßt | Die Anbetung durch die Heiligen Drei Könige                     |
| 10         | Kήρυκες θεοφόροι γεγονότες                          | Zu gotterfüllten Kindern geworden                    | Halleluja   | Die Rückkehr der Heiligen Drei Könige nach Babylon              |
| 11         | Λάμψας ἐν τῇ Αἰγύπτῳ                                | Nach Ägypten hast du das Feuer der Wahrheit getragen | Sei gegrüßt | Die Flucht nach Ägypten                                         |
| 12         | Mέλλοντος Συμεῶνος                                  | Als Simeon bestimmt war                              | Halleluja   | Die Darstellung Jesu im Tempel                                  |
| 13         | Nέαν ἔδειξε κτίσιν                                  | Eine neue Schöpfung brachte der Schöpfer hervor      | Sei gegrüßt | Der menschgewordene Gott                                        |
| 14         | Ξένον τόκον ἰδόντες                                 | Solch ungewöhnlicher Geburt nachsinnend              |             |                                                                 |
| 15         | Ὅλως ἦν ἐν τοῖς κάτω                                | Ganz war er eins mit uns                             | Sei gegrüßt | Die Gegenwart Christi im Himmel und der Kirche                  |
| 16         | Πᾶσα φύσις Ἀγγέλων                                  | Durch und durch erschauerten die Engel               | Halleluja   | Engel erschauern vor dem Geheimnis der Menschwerdung            |
| 17         | Ῥήτορας πολυφθόγγους                                | Sprachlos werden die wortwendigen Redner             | Sei gegrüßt | Maria und ihr Sohn thronen über den Rhetoren                    |
| 18         | Σῶσαι θέλων τὸν κόσμον                              | Der Allherrscher hat sich erboten                    | Halleluja   | Gott will seine Schöpfung erlösen                               |
| 19         | Τεῖχος εἶ τῶν παρθένων                              | Bei dir, jungfräuliche Gottesgebärerin               | Sei gegrüßt | Heilige Jungfrau über allen Jungfrauen                          |
| 20         | Ὕμνος ἅπας                                          | Jeglicher Lobgesang vermisst sich vergebens          | Halleluja   | Der sitzende Christus nimmt die Huldigung der Liturgen entgegen |
| 21         | Φωτοδόχον λαμπάδα                                   | Im leuchtenden Strahlenkleide                        | Sei gegrüßt | Maria führt die Irrenden                                        |
| 22         | Χάριν δοῦναι θελήσας ὀφλημάτων                      | Weil er aus Liebe alle begnadigen wollte             | Halleluja   | Christus zerreißt den Schuldschein                              |
| 23         | Ψάλλοντές σου τὸν τόκον                             | Deinem Sohn Lob singend                              | Sei gegrüßt | Maria thront über den Heiligen und Priestern                    |
| 24         | Ὦπανύμνητε Μῆτερ                                    | Du über alles gepriesene Mutter                      | Halleluja   | Die stehende Maria beschützt die Kirche                         |

## Gewährung eines Ablasses
Gemäß den kirchlichen Vorschriften wird demjenigen Christgläubigen ein vollkommener Ablass gewährt, der den Hymnos Akathistos in einer Kirche, öffentlichen Kapelle, in der Familie oder einer geistlichen Gemeinschaft andächtig betet bzw. überhaupt, wenn mehrere zu einem ehrenvollen Zweck zusammenkommen; in anderen Fällen ist es ein Teilablass „Um den vollkommenen Ablass zu gewinnen, ist es nicht erforderlich, den gesamten Hymnos Akathistos zu beten; es genügt das ununterbrochene Gebet irgendeines Teiles gemäß rechtmäßiger Gewohnheit.“ Bislang galt die Gewährung dieses Ablasses nur für Angehörige orientalischer Rituskirchen. Nun können auch die Christen der römisch-katholischen Kirche den damit verbundenen Ablass gewinnen. Die dogmatische Konstitution Lumen gentium führt aus, dass die einzelnen Teile der Kirche Kraft ihrer Katholizität „ihre eigenen Gaben den übrigen Teilen und der ganzen Kirche hinzu bringen, sodass das Ganze und die einzelnen Teile zunehmen aus allen, die Gemeinschaft miteinander halten und zur Fülle in Einheit zusammenwirken“ (Lumen gentium, 13). Aus diesem Grund fanden die Gebete aus verschiedenen orientalischen Traditionen besonders in den letzten Jahren auch bei den Gläubigen des lateinischen Ritus Verbreitung.

## Gebetsablauf
(wenn kein Priester anwesend ist) 

### Einleitung
Im Namen des Vaters, des Sohnes und des Heiligen Geistes. Amen. (dreimal)
Durch die Gebete unserer heiligen Väter, Herr Jesus Christus, erbarme Dich unser.
Ehre sei † Dir, unser Gott, Ehre sei Dir.
Himmlischer König, Tröster, Geist der Wahrheit,* der Du überall bist und alles erfüllst,* Schatzkammer aller guten Gaben und Spender des Lebens.* Komm und nimm Wohnung in uns,* reinige uns von jeglichem Makel* und rette, o Guter, unsere Seelen. Heiliger + Gott, heiliger Starker, heiliger Unsterblicher, erbarme Dich unser. (dreimal)
Ehre sei dem † Vater und dem Sohne und dem Heiligen Geiste,* jetzt und allezeit und von Ewigkeit zu Ewigkeit. Amen.
Allheilige Dreifaltigkeit, erbarme Dich unser,* Herr, mach uns rein von unseren Sünden.* Gebieter, vergib unsere Verfehlungen,* Heiliger, blick auf uns hernieder und heile unsere Schwächen* um Deines Namens Willen.
Herr, erbarme Dich. (dreimal)
Ehre sei dem † Vater und dem Sohne und dem Heiligen Geiste,* jetzt und allezeit und von Ewigkeit zu Ewigkeit. Amen.
Vater unser im Himmel,* geheiligt werde dein Name.* Dein Reich komme.* Dein Wille geschehe,* wie im Himmel, so auf Erden.* Unser tägliches Brot gib uns heute.* Und vergib uns unsere Schuld,* wie auch wir vergeben unsern Schuldigern.* Und führe uns nicht in Versuchung,* sondern erlöse uns von dem Bösen.

### Hymnos Akáthistos
Kondakion 1 

V: Unbesiegbare Heerführerin, dir gelten die Lieder des Sieges! Aus der Gefahr befreit, bringt deine Stadt, Gottesgebärerin, dir Hymnen des Dankes entgegen. Du, von unwiderstehlicher Macht, befreie mich von jeder Gefahr, damit ich dir zurufen kann:
A: Sei gegrüßt, du jungfräuliche Mutter!

#### STASIS I Die Verkündigung des Herrn (Lk 1,26–38)
Ikos 1 

V: Aus dem Himmel her trat ein Erzengel in die Welt des Sichtbaren, der Gottesmutter den Freudengruß zu sagen. Und als er dich mit seinem leiblosen Wort zugleich leibhaft werden sah, o Herr, da stand er außerstande und jubelte ihr zu:
A: Sei gegrüßt, durch dich leuchtet das Heil hervor;
Sei gegrüßt, dunkel wird das Unheil vor dir. 

Sei gegrüßt, den gefallenen Adam richtest du wieder auf; 

Sei gegrüßt, von ihren Tränen erlösest du Eva. 

Sei gegrüßt, allem menschlichen Überlegen hoch überlegen bist du; 

Sei gegrüßt, so abgrundtief erschauen dich die Engel nicht einmal. 

Sei gegrüßt, von Uranfang des Friedefürsten Thron; 

Sei gegrüßt, denn du trägst den, der alles erträgt. 

Sei gegrüßt, du Stern, der offenbart die Sonne; 

Sei gegrüßt, aus deinem Leib wird Gott der Menschensohn. 

Sei gegrüßt, aus dir wird die Schöpfung neu geboren; 

Sei gegrüßt, durch dich wirkt der Schöpfer ungeboren als Kind. 

Sei gegrüßt,* du jungfräuliche Mutter!
Kondakion 2 

V: So ganz ihres lauteren Wesens inne bekannte sie vor Gabriel: Das Wunder deiner Rede vermag ich nicht wahrzuhaben; denn mit Jauchzen kündest du mir die göttliche Erwählung an:
A: Halleluja, Halleluja,* Halleluja!
Ikos 2 

V: Die unerkannte Kunde zu erkunden suchend, flehte die Jungfrau zum Gottesdiener: Wie es mir möglich sei, aus meinem unversehrten Leibe Gottes Sohn zu gebären, das sollst du mir sagen! Jener aber sprach voll Schauer, umso mehr ihr verkündend:
A: Sei gegrüßt, der geheimnisvolle Ratschluss ist dir anvertraut; 

Sei gegrüßt, Vertrauende, da es des Schweigens bedarf. 

Sei gegrüßt, der Wunder Christi bist du der Anbeginn; 

Sei gegrüßt, der Inbegriff von allen seinen Lehren bist du. 

Sei gegrüßt, Himmelsleiter, darauf Gott herniederstieg; 

Sei gegrüßt, unsere Brücke von der Erde zum Himmelreich. 

Sei gegrüßt, von den Engeln wieder und wieder erwogenes Wunder; 

Sei gegrüßt, du für die Widersacher heillose Wunde. 

Sei gegrüßt, empfangen hast du unsagbar das Licht; 

Sei gegrüßt, niemanden hast du gelehrt, wie solches geschieht. 

Sei gegrüßt, die der Weisen Weisheit übertrifft; 

Sei gegrüßt, die der Gläubigen Glauben vertieft. 

Sei gegrüßt,* du jungfräuliche Mutter!
Kondakion 3 

V: Da überschattete die Kraft des Allerhöchsten die Unvermählte, und ihren mütterlichen Schoß ließ sie einen würdigen Nährboden werden allen, die Erlösung ernten wollen, indem sie also singen:
A: Halleluja, Halleluja,* Halleluja!
Ikos 3 

V: Da Maria Gott empfangen, eilte sie zu Elisabeth. Deren Ungeborenes erkannte sogleich ihren liebenden Gruß und freute sich ihrer Freude, als sänge es der Mutter Gottes:
A: Sei gegrüßt, Reis des nie verdorrenden Stammes; 

Sei gegrüßt, reich bist du an lauterer Frucht. 

Sei gegrüßt, du ernährst den, der uns Nahrung gewährt; 

Sei gegrüßt, du geleitest zum Leben den, der unser Leben leitet. 

Sei gegrüßt, solchen Reichtum des Erbarmens ziehst du auf deiner Flur; 

Sei gegrüßt, wie von einem Altar hebst du den Segen der Versöhnung. 

Sei gegrüßt, dass du dem Leibe Stärkung in Fülle gewährst; 

Sei gegrüßt, dass du den Seelen die bergende Hülle bereitest. 

Sei gegrüßt, des Lobgesanges Weihe; 

Sei gegrüßt, du Aussöhnung für das unendliche All. 

Sei gegrüßt, du bist Gottes Wohlgefallen bei den Sterblichen; 

Sei gegrüßt, der Sterblichen Fürbitte bei Gott bist du. 

Sei gegrüßt,* du jungfräuliche Mutter!
Kondakion 4 

V: Ein innerer Ansturm zweideutiger Gedanken verwirrte den besonnenen Josef. Er, der dich als die Unvermählte kannte, tadelte dich im Argwohn hinterlistiger Verbindung, du ohne Fehl. Als er aber deiner Erwählung vom Heiligen Geiste gewahr wurde, sprach er:
A: Halleluja, Halleluja,* Halleluja!

#### STASIS II Die Anbetung der Hirten (Lk 2,8–20)
Ikos 4 

V: Aus den Jubelchören der Engel vernahmen die Hirten die fleischgewordene Gegenwart Christi. Wie zu einem Hirten liefen sie zu ihm und sahen das Lamm Gottes unschuldig in Mariens Schoße weiden. Da jubelten auch sie:
A: Sei gegrüßt, des Lammes Mutter und des Hirten; 

Sei gegrüßt, Hürde der geistigen Schafe 

Sei gegrüßt, du beschützest vor den unerkannten Gegnern; 

Sei gegrüßt, du erschließest das Heiligtum des Paradieses. 

Sei gegrüßt, die Himmel jauchzen mit der Erde; 

Sei gegrüßt, in Christus frohlocken alle Geschöpfe. 

Sei gegrüßt, durch dich sind die Apostel mündig geworden; 

Sei gegrüßt, an dir haben die Märtyrer Gleichmut gewonnen. 

Sei gegrüßt, du starker Halt des Glaubens; 

Sei gegrüßt, du lichte Offenbarung der Gnade. 

Sei gegrüßt, durch dich wird die Unterwelt entmachtet; 

Sei gegrüßt, von dir sind wir im Glauben ermächtigt. 

Sei gegrüßt, du jungfräuliche Mutter!
Kondakion 5 

V: Einen Stern beachteten die Weisen, der sie auf Gott hindeutete. Sie vermochten dessen Weisung zu folgen und hielten sich daran gleichwie an eine Fackel. So fanden sie den Herrschenden-Mächtigen. Nun ihm nahe, sagten sie dem Unnahbaren ihre Liebe zu:
A: Halleluja, Halleluja,* Halleluja!
Ikos 5 

V: Die den Stern deuten, sahen in den Händen der Jungfrau den, der mit seiner Hand die Menschen gebildet. Eingedenk dessen, dass er in Knechtesgestalt jedoch ihr Gebieter sei, trachteten sie mit ihren ehrenden Gaben ihm zu dienen und der Benedeiten zu huldigen:
A: Sei gegrüßt, Mutter des allerheiligsten Sternes; 

Sei gegrüßt, Morgenglanz des mystischen Lebens. 

Sei gegrüßt, den glühenden Irrtum löschest du aus; 

Sei gegrüßt, allen der Dreifaltigkeit Geweihten zeigst du ihre Majestät. 

Sei gegrüßt, Gewalt verwirfst du und Unmenschlichkeit; 

Sei gegrüßt, in Christus schauen wir den Menschenfreund als Herrn. 

Sei gegrüßt, du befreist uns von heidnischem Götzendienst; 

Sei gegrüßt, du bewahrst uns vor der Ausgeburt der Zwietracht. 

Sei gegrüßt, du setzest der Anbetung des Feuers ein Ende; 

Sei gegrüßt, du befreist die von Begierden Besessenen. 

Sei gegrüßt, den Gläubigen weisest du den Weg zur Weisheit; 

Sei gegrüßt, alle Wesen erfüllst du mit Seligkeit. 

Sei gegrüßt, du jungfräuliche Mutter!
Kondakion 6 

V: Zu gotterfüllten Kündern geworden, kehrten die Seher zurück nach Babylon und erfüllten dort die Prophezeiung, indem sie allen dich als den Messias verkündeten. Herodes, den Heuchler, verließen sie, der Lob zu singen nicht verstand:
A: Halleluja, Halleluja,* Halleluja!
Ikos 6 

V: Nach Ägypten hast du das Feuer der Wahrheit getragen, das Dunkel des Irrwahns hat sich verflüchtigt. Dir, Erretter, unterlagen seine Götzen, da sie an deiner Macht nichts vermochten. Die aber so befreit waren, dankten der Gottesgebärerin:
A: Sei gegrüßt, du erneuerst die Würde des Menschen; 

Sei gegrüßt, zu Grunde gehen lässt du die Verführer. 

Sei gegrüßt, zertreten hast du den betrogenen Betrüger; 

Sei gegrüßt, die vergötterten Abgötter hast du entthront. 

Sei gegrüßt, du Meer, das verschlungen die Welt der Pharaonen; 

Sei gegrüßt, du Fels, daran getrunken, die nach Leben dürsten. 

Sei gegrüßt, Flammenzeichen, welches die Umnachteten geführt; 

Sei gegrüßt, du Schutzmantel um aller Welt Drangsal. 

Sei gegrüßt, du Nahrung, die das Manna abgelöst; 

Sei gegrüßt, denn du dienst mit heiliger Speise. 

Sei gegrüßt, du Land der Verheißungen; 

Sei gegrüßt, daraus Milch und Honig fließt. 

Sei gegrüßt, du jungfräuliche Mutter.
Kondakion 7 

V: Als Simeon bestimmt war, vor der Schwelle zwischen Zeit und Ewigkeit zu stehen, da wurdest du, o Herr, als Kind ihm dargereicht. Er aber schaute zudem den vollkommenen Gott in dir. Außer sich vor Staunen über dein unvorstellbares Dasein rief er aus:
A: Halleluja, Halleluja,* Halleluja!

#### STASIS III Mysterium der Menschwerdung Gottes aus Maria
Ikos 7 

V: Eine neue Schöpfung brachte der Schöpfer hervor, die so noch nie war, da er uns erschien, die wir von ihm geschaffen. Aus dem jungfräulichen Schoß stammt er und behütet ihn, wie er war: rein, auf dass wir das Wunder wahrhaben und mit Lobgesang die Gottesmutter preisen:
A: Sei gegrüßt, Blüte der Unvergänglichkeit; 

Sei gegrüßt, Sieg der Gewaltlosigkeit. 

Sei gegrüßt, der Auferstehung leuchtende Spur; 

Sei gegrüßt, den Engeln gleich lebst du im Lichtschein. 

Sei gegrüßt, herrlich fruchtender Baum, der die Gläubigen labt; 

Sei gegrüßt, schützendes Laubdach, darunter viele sich bergen. 

Sei gegrüßt, den Ziellosen hast du den Weg gewiesen; 

Sei gegrüßt, anheimgestellt hast du den Unfreien die Freiheit. 

Sei gegrüßt, ehrfürchtig stehst du vor dem All-Richter; 

Sei gegrüßt, in dir findet unser Fehlen Beistand bei ihm. 

Sei gegrüßt, denen, die ohne Zuversicht wandern, bist du ein Gewand; 

Sei gegrüßt, dein Lieben ist über alles Verlangen groß. 

Sei gegrüßt, du jungfräuliche Mutter!
Kondakion 8 

V: Solch ungewöhnlicher Geburt nachsinnend werden wir dem Gewöhnlichen mehr und mehr entwöhnt und wenden unser Sinnen zum Himmel. Denn der Gewaltige hat die Schwäche des Menschseins auf sich genommen, damit er aus der Tiefe führe, die als Herrn ihn glauben:
A: Halleluja, Halleluja,* Halleluja!
Ikos 8 

V: Ganz war er eins mit uns bis in den Tod und war seiner Gottheit doch gar nie entkleidet. Nicht dass er etwa von einem Ort hin zu einem andern ging; sondern hernieder kam das unumschränkte Wort in der Niederkunft der Jungfrau. Uns neigt sie sich zu:
A: Sei gegrüßt, Raum Gottes, den der Raum nicht zu fassen vermag; 

Sei gegrüßt, Zugang zum unverfügbaren Geheimnis. 

Sei gegrüßt, den Ungläubigen ein widersprüchliches Gerücht; 

Sei gegrüßt, den Gläubigen ein unwidersprochenes Rühmen. 

Sei gegrüßt, du auserwähltes Gefährt dessen über den Cherubim; 

Sei gegrüßt, du erlesenes Gefäß dessen über den Seraphim. 

Sei gegrüßt, Unversöhnliches hast du versöhnt; 

Sei gegrüßt, jungfräulich hast du geboren. 

Sei gegrüßt, vergänglich geworden ist durch dich unser Vergehen; 

Sei gegrüßt, das Paradies hast du wieder zugänglich gemacht. 

Sei gegrüßt, du bist der Schlüssel zu Christi Königreich; 

Sei gegrüßt, du nährst die Hoffnung auf die ewige Güte. 

Sei gegrüßt, du jungfräuliche Mutter!
Kondakion 9 

V: Durch und durch erschauerten die Engel vor dem gewaltigen Geschehen deiner Menschwerdung. Sie nämlich schauten den Unzugänglichen vordem als Gott, nun aber als Menschen zugänglich allen, wie er mitten unter uns wohnt und von uns allen hört:
A: Halleluja, Halleluja,* Halleluja!
Ikos 9 

V: Sprachlos werden die wortwendigen Redner vor dir, o Gottesmutter. Solcher Ohnmacht versagt sich das Wort: wie du jungfräulich gebären konntest. Staunend schauen wir das Geheimnis des Glaubens:
A: Sei gegrüßt, du Gefäß der Weisheit Gottes; 

Sei gegrüßt, du Gemach seiner Vorsehung. 

Sei gegrüßt, Philosophen hast du an die Grenzen geführt; 

Sei gegrüßt, Wissensforschern hast du das Unerforschliche gezeigt. 

Sei gegrüßt, denn die gelehrten Streiter schwindelte; 

Sei gegrüßt, denn die Mythendichter schwanden dahin. 

Sei gegrüßt, spitzfindige Denkgeflechte hast du zerrissen; 

Sei gegrüßt, gefüllt hast du die Netze der Fischer. 

Sei gegrüßt, aus unbekanntem Abgrund hast du uns herausgeführt; 

Sei gegrüßt, bereichert hast du viele an Erkenntnis. 

Sei gegrüßt, du rettendes Schiff derer, die erstreben das Heil; 

Sei gegrüßt, du Hafen derer, die das Leben erfahren. 

Sei gegrüßt, du jungfräuliche Mutter!
Kondakion 10 

V: Der All-Herrscher hat sich erboten, das Universum seiner Schöpfung zu erlösen. Unser Gott, unser Hirte, erschien uns als Lamm. Ihn, der sich für uns und uns zu seinesgleichen bestimmt hat, beten wir an:
A: Halleluja, Halleluja,* Halleluja!

#### STASIS IV Maria thront über den Jungfrauen
Ikos 10 

V: Bei dir, jungfräuliche Gottesgebärerin, sind die Jungfrauen geborgen und alle, die zu dir Zuflucht nehmen. Denn des Himmels und der Erde Schöpfer schmückte dich, Reine, da er in dir als seiner Mutter wohnte und alle lehrte, dir zuzurufen.
A: Sei gegrüßt, du Pfeiler der Reinheit; 

Sei gegrüßt, du Pforte zum Erlösungswerk. 

Sei gegrüßt, durch dich wird der menschliche Geist neu geprägt; 

Sei gegrüßt, du stattest ihn aus mit göttlicher Gnade. 

Sei gegrüßt, denn du überzeugst jene, die das Vergangene betrog; 

Sei gegrüßt, denn du begeisterst die Entgeisterten. 

Sei gegrüßt, weil du vernichtest, was die Seelen verdirbt; 

Sei gegrüßt, weil du den gebierst, der Lauterkeit sät. 

Sei gegrüßt, du Brautgemach des unversehrten Verlöbnisses; 

Sei gegrüßt, die sich ihm vertrauen, die vertraust du dem Herrn. 

Sei gegrüßt, du keusches Leitbild der Heranwachsenden; 

Sei gegrüßt, bräutlich geleitest du heilige Seelen. 

Sei gegrüßt, du jungfräuliche Mutter!
Kondakion 11 

V: Jeglicher Lobgesang vermisst sich vergebens, das Ausmaß deines unendlichen Erbarmens zu ermessen. Könnten wir dir selbst eben so viele Loblieder opfern, wie Sandkörner sind, Heiliger König, nichts vermochten wir zu vollenden, dem angemessen, was du uns geschenkt hast, die wir zu dir rufen:
A: Halleluja, Halleluja,* Halleluja!
Ikos 11 

V: Im leuchtenden Strahlenkleide den Verblendeten erschienen, schauen wir die Heilige Jungfrau. Seit sie das ewige Feuer ergriffen, führt sie auf immer zur Gotteserkenntnis, strahlenden Blickes den Geist erleuchtend. Wir huldigen ihr mit Rufen:
A: Sei gegrüßt, du Morgenstern der geistigen Sonne; 

Sei gegrüßt, du Lichtträger des Allerheiligsten. 

Sei gegrüßt, du Wetterstrahl, der unsere Seelen trifft; 

Sei gegrüßt, wie vor dem Donnergroll entsetzen sich die Feinde. 

Sei gegrüßt, du bringst die himmlische Erleuchtung ans Licht; 

Sei gegrüßt, denn dir entquillt, was überquellend uns tränkt. 

Sei gegrüßt, das heilende Bad stellst du vor; 

Sei gegrüßt, den Makel der Sünde nimmst du fort. 

Sei gegrüßt, du Schale, darin das Gewissen geläutert; 

Sei gegrüßt, du Kelch, daraus Jubel geschenkt. 

Sei gegrüßt, du mystische Rose, daraus uns Christus entströmt; 

Sei gegrüßt, du der Inbrunst kostbarer Odem. 

Sei gegrüßt, du jungfräuliche Mutter!
Kondakion 12 

V: Weil er aus Liebe alle begnadigen wollte, welche der Strafe schuldig sind, kam ureigens er, der alle Menschen freispricht, heim als ein Fremder zu denen, welche fern seiner Gnade lebten. Und als er so den Schuldbrief zerriss, hörte er aus aller Munde:
A: Halleluja, Halleluja,* Halleluja!
Ikos 12 

V: Deinem Sohn Lob singend wollen wir alle auch dich als lebendiges Heiligtum preisen, o Gottesgebärerin. Der in deinem Leibe gewohnt hat, der mit seiner Hand alles zusammenhält, der Herr hat dich geheiligt, dich verherrlicht und uns gelehrt, dir zu singen:
A: Sei gegrüßt, du Tempel Gottes und des Wortes;  

Sei gegrüßt, heilig bist du über allen Heiligen.  

Sei gegrüßt, du vom Heiligen Geiste vergoldeter, Schrein;  

Sei gegrüßt, du unschätzbarer Quell des Lebens.  

Sei gegrüßt, du Ehrenkrone aller, die Gott fürchten;  

Sei gegrüßt, rühmend erhöhst du priesterliche Diener.  

Sei gegrüßt, bei dir ist die Kirche geborgen;  

Sei gegrüßt, des Reiches uneinnehmbare Mauer.  

Sei gegrüßt, du setzest Zeichen der Überwindung;  

Sei gegrüßt, durch dich fallen die feind Gesinnten ab.  

Sei gegrüßt, meine Seele geleitest du;  

Sei gegrüßt, meinen Leib machst du heil.  

Sei gegrüßt, du jungfräuliche Mutter!

### Schlussgebet

#### Kondakion 13
V: Du über alles gepriesene Mutter hast geboren das allen Heiligen heiligste Wort. Nimm auf, was wir hier und jetzt vor dich bringen, von allem Missgeschick uns zu befreien, und bewahre uns vor zukünftiger Strafe, die wir einig beten:
A: Halleluja, Halleluja,* Halleluja! 

Durch die Gebete unserer heiligen Väter, Herr Jesus Christus, erbarme Dich unser. Im Namen des Vaters, des Sohnes und des Heiligen Geistes. Amen. (dreimal)

## Einspielungen
- CD Hymnos Akathistos – Das Geheimnis der Gottesmutter, Tabor-Tonarchiv zum Byzantinisch-Ostkirchlichen Ritus in Gaildorf (Württemberg), Gesamtspieldauer 39:07 min; Eine Produktion des Süddeutschen Rundfunks, 1970 Verlag Tabor (Vertrieb über Kath. Morus Verlag)
- CD Akatyst ku czci Bogurdodzicy, Chór Ośrodka Liturgicznego Ruchu światło-życie, Schola WśSD Katowice und Frauenschola „Nativitatis“, Dirigenten: Krzysztof Dudzik und Wojciech Radziejewski; Eine Produktion des Polskie Radio Katowice, 2011 WKM „Gość Niedzielny“
- CD Akatyst ku czci Bogurodzicy – Najstarsza pieśń Maryjna („Akathistos an die allerheiligste Gottesgebärerin – Älteste Mariendichtung“), Chor des Geistlichen Seminars Szczecin, Dirigent: Pfarrer Mirosław Oliwiak; Eine Produktion des Polskie Radio Szczecin, 2012 Nevada Music
- CD Hymnos akathistos. Der schönste marianische Gesang der Ostkirche, Collegium Orientale Eichstätt, Spielzeit: 65 min., Verlag Katholisches Bibelwerk, Stuttgart 2015